# Zinowij Kacnelson
Zinowij Borisowicz (Boruchowicz) Kacnelson (ros. Зиновий Борисович (Борухович) Кацнельсон, ur. 12 listopada?/24 listopada 1892 w Bobrujsku, zm. 10 marca 1938 w miejscu egzekucji Kommunarka) – funkcjonariusz Czeka/OGPU/NKWD, komisarz bezpieczeństwa państwowego II rangi, zastępca komisarza ludowego spraw wewnętrznych Ukraińskiej SRR (NKWD USRR) (1934-1937).

## Życiorys
Żyd, 1901-1910 uczył się w moskiewskim gimnazjum, 1910-1915 studiował na Wydziale Prawnym Uniwersytetu Moskiewskiego, od sierpnia 1915 do października 1916 studiował w Instytucie Języków Wschodnich.
W listopadzie 1916 wcielony do armii, w marcu 1917 wstąpił do SDPRR (internacjonalistów), a we wrześniu 1917 do SDPRR(b), od marca do maja 1917 żołnierz batalionu szkolnego w Niżnym Nowogrodzie, od czerwca do października 1917 elew szkoły chorążych w Moskwie, od października 1917 do czerwca 1918 komisarz do zadań sztabu Moskiewskiego Okręgu Wojskowego i Moskiewskiego Okręgowego Komisariatu Wojskowego. 
Od 17 czerwca 1918 do stycznia 1919 śledczy wydziału wojskowego Czeki, później starszy śledczy Wydziału Specjalnego Czeki, od stycznia do listopada 1919 członek Kolegium Wydziału Specjalnego 3 Armii, w październiku-listopadzie 1919 p.o. szefa Wydziału Specjalnego 3 Armii, od listopada 1919 do stycznia 1920 zastępca przewodniczącego Wydziału Specjalnego Frontu Południowo-Zachodniego, od stycznia do listopada 1920 szef Wydziału Specjalnego 12 Armii, od grudnia 1920 do stycznia 1921 pomocnik szefa Zarządu Administracyjno-Organizacyjnego Czeki. 
Od stycznia 1921 do lutego 1922 przewodniczący archangielskiej gubernialnej Czeki, od stycznia 1921 do marca 1922 pełnomocny przedstawiciel Czeki Kraju Północnego i szef Wydziału Specjalnego Granicy Północnej, od lipca 1922 p.o. szefa, a od 4 września 1922 do 28 kwietnia 1925 szef Zarządu Ekonomicznego GPU/OGPU ZSRR, równocześnie od 1923 do kwietnia 1925 szef Zarządu Administracyjno-Finansowego Najwyższej Rady Gospodarki Narodowej ZSRR. Od 9 maja do 15 grudnia 1925 pełnomocny przedstawiciel OGPU Zakaukaskiej FSRR, od 15 grudnia 1925 do sierpnia 1926 główny inspektor Wojsk OGPU ZSRR, od 28 kwietnia 1926 do 27 kwietnia 1929 szef (komendant) Wyższej Szkoły Pogranicznej OGPU ZSRR, równocześnie od sierpnia 1926 do 27 kwietnia 1929 szef Głównego Zarządu Ochrony Pogranicznej i Wewnętrznej i Wojsk OGPU ZSRR, od 24 maja 1929 do lutego 1930 zastępca pełnomocnego przedstawiciela OGPU Kraju Północnokaukaskiego.
Od lutego do 31 grudnia 1930 członek Zarządu Banku Państwowego ZSRR, od 31 grudnia 1930 do 3 marca 1933 zastępca pełnomocnego przedstawiciela OGPU obwodu moskiewskiego, od 3 marca 1933 do 15 stycznia 1934 szef obwodowego oddziału GPU w Charkowie, od 15 stycznia do 10 lipca 1934 zastępca przewodniczącego GPU Ukraińskiej SRR. Od 31 lipca 1934 do 7 kwietnia 1937 zastępca ludowego komisarza spraw wewnętrznych Ukraińskiej SRR, od 29 listopada 1935 komisarz bezpieczeństwa państwowego II rangi, od 29 kwietnia do 17 lipca 1937 zastępca szefa Gułagu NKWD ZSRR i zastępca szefa budowy kanału Wołga-Moskwa i Dmitrowskiego Poprawczego Obozu Pracy NKWD.
W okresie "wielkiego terroru" 17 lipca 1937 aresztowany przez NKWD. 10 marca 1938 skazany na śmierć przez Kolegium Wojskowe Sądu Najwyższego ZSRR i stracony. 
9 lipca 1957 pośmiertnie zrehabilitowany.
Kuzyn Aleksandra Orłowa.

## Odznaczenia
- Order Czerwonego Sztandaru (14 grudnia 1927)
- Odznaka "Honorowy Funkcjonariusz Czeki/GPU (V)"
- Odznaka "Honorowy Funkcjonariusz Czeki/GPU (XV)" (20 grudnia 1932)